# バトルガール藍
『バトルガール藍』（バトルガールあい）は、飯坂友佳子による日本の少女漫画作品。ドラマCD化のメディアミックスがなされた。

## 概要
『少女コミック』（小学館）に連載されていたコメディ要素の強いバトル漫画作品。1993年3月26日に初の単行本が発売された。全8巻。
2001年11月26日には新装版コミックスが発売された。全4巻。
1995年6月21日には同名のイメージ・アルバム（ドラマCD）として発売される。全7曲収録している。

## ストーリー
各務藍は16歳の普通の高校1年生の女の子。暴走車事故で即死状態に陥るが、正義の味方として再生された超能力少女。街の平和を守るため、超能力を使う悪の組織・黒トカゲ（ブラック・リザード）との戦いに挑む。

## 登場人物

### 特殊秘密警察機構
各務 藍（かがみ あい）
主人公。交通事故で即死状態になるも、特殊秘密警察機構の手でサイボーグとして甦り、悪の組織と戦うことになる。性格は明るくお気楽だが、恋に恋する一面もあり、男性からのアプローチに心揺らす典型的な少女漫画の主人公。大食いだがスタイルが良く、食べたものは全て胸に栄養が行っているのでは？と作中でも示唆されている。戸籍上はすでに死んでいるため、家族や友人に会うこともできず涙することもあった。
狭霧屋 凌（さぎりや しのぐ）
藍の相棒として活躍する少年。女性と見紛う優男ながら、ムチの名手。藍とは異なり、改造手術を受けていない生身の人間。
性格はクールに見えて年相応のスケベ。自室に大量のエロビデオを隠し持っている。藍とコンビを組む前の過去については謎が多く、元相棒のアレクサンドラの話では、以前はもっと暗い性格であったらしい。
敵組織のブラック・リザードとは浅からぬ因縁があり、ストーリーが進むにつれてその過去が明かされていく。
自分が女顔であることを気にしており、これに触れられるとキレる。
アレクサンドラ（キューちゃん）
突然変異で生まれた天才九官鳥（メス）。特殊秘密警察機構の一員。人語を理解するのみならず、他の動物ともコミュニケーションが取れる。
凌とは以前コンビを組んでいた仲であり、彼を気に入っていたため、もう一度一緒に仕事をしたいと、上層部にねじ込んで彼の元に配属された。凌の新旧の相棒同士、藍とは反目し合う。
ミスターX
特殊秘密警察機構のトップ。常に仮面で顔を隠す変人。毎回、藍と凌の元にビデオレターで指令を送ってくる。
治安維持組織のトップとは思えないほどお茶目な性格をしており、毎度のごとく下らないイタズラをしかけるため、藍と凌からは相当恨まれている。

### 黒トカゲ（ブラック・リザード）
超能力者で結成された悪の組織。構成員は必ず体のどこかに黒いトカゲの刺青をしている。
一條 馨（いちじょう かおる）
ブラック・リザード第一の幹部。柔らかなセミロングヘアを持つ美青年。一般人を装って藍に近づくも、その天真爛漫な性格に惹かれるようになり、彼女を組織に引き入れようとする。トカゲの刺青は胸にある。
シン
ブラック・リザード第二の幹部。銀髪に褐色の肌を持つ人種不明の少年。怜悧冷徹な性格で、幾度となく藍たちを苦しめた。組織の幹部としては最年少ながら、その実力は内外に評価が高い。トカゲの刺青は額にある。
黒崎 凱（くろさき がい）
ブラック・リザード第三の幹部。黒いロングヘアの精悍な青年。地下組織の一員とは思えないほどフランクな性格をしており、藍たちに対しても友好的に接する。組織に入ったのも「おもしろそうだから」といういい加減な理由。一条とは幼馴染みの関係だった。トカゲの刺青の位置は足の裏。
美女美女隊
ブラック・リザード第四の幹部。炎を操る「セクシー蘭」、氷を操る「ビューティー冴」、樹木を操る「プリティー澪」の女性三人から成る。いずれ劣らぬ強力な超能力者だが、どこか抜けたところがあり、凱からは「三人そろってやっと一人前」とバカにされていた。
ビショップ
ブラック・リザードの最高幹部。彼ただ一人がボスの正体を知る。超能力もさることながら、凌を遥かに上回るムチの名手であり、二本のムチを自在に操る技は「双条鞭（ツインホイップ）」として恐れられる。

### その他
レン
シンの弟。彼をそのまま幼くしたような容姿を持つ。性格は兄とは異なり素直で温厚な少年。兄のことは慕っているものの、彼が悪事に手を染めていることに対しては心を痛めており、何とか真人間の道に引き戻したいと考えている。
十代にも満たない若輩ながら、IQ300の超天才であり、大学に招かれて様々な研究を行っている。
与太者に襲われかけたところを助けられて以来、藍のことを「お姉ちゃん」と呼び慕っている。
楓
藍と凌の大家さん。あるエピソードで二人のマンションが火事になった折、格安で自分の経営するアパートに入居を許してくれた。
黒縁メガネの優しそうな青年だが、なぜかミスターXと同じく奇妙な仮面をかぶる変人。ただしこちらは頻繁に仮面を取っており、四六時中顔を隠しているわけではない。

## 作中用語
運命の鏡（うんめいのかがみ）
世界を司る古代の秘鏡。4つの黄金メダルが必要。
4つの黄金メダル
- 風霊の吻
- 火霊の誘惑
- 地霊の恵
- 水霊の沈黙

## ドラマCD
1995年6月21日にアニメイトフィルムから発売された同名のドラマCD。全1枚。
文化放送の『アニマガパラディ』でオンエアされたラジオドラマに、未放送の1話を特典として加え、原作のオープニングテーマ・エンディングテーマを完全収録している。
ジャケットイラストには、原作者・飯坂友佳子による描き下ろしの各務藍と狭霧屋凌。

### 収録内容
1. オープニングテーマ - LOVE RESCUE
2. First Battle - バトルガール誕生！
3. Second Battle - 学園パニック！！
4. Third Battle - ゴールデンウィーク秘デート
5. Fourth Battle - ドキドキ動物ランド キューちゃん登場
6. Fifth Battle - お嬢さまご用心！！
7. エンディングテーマ - バトルの後で抱きしめて

### キャスト
- 各務藍：國府田マリ子
- 狭霧屋凌：緑川光
- ミスターX：速水奨
- 一條馨：子安武人
- アレクサンドラ：水島由子
- 綾小路亮乃子：中村尚子